# Bryllupsmarsch
De Bryllupsmarsch (Noors voor trouwmars) is een compositie van Johan Halvorsen. Hij componeerde het origineel in 1912 voor viool en piano en droeg het werk op aan Arve Arvesen, een Noorse violist waarvoor Halvorsen bewondering had (Halvorsen was zelf violist) en met wie Halvorsen menig concert gaf. De eerstbekende uitvoering was op 12 juni 1914 tijdens een Norsk Konsert in het Nationaltheatret, solist uiteraard Arvesen, dirigent Halvorsen. Een jaar later speelden Arvesen en Halvorsen het werk weer samen, toen in een arrangement voor twee violen.
Nadat het werk was uitgevoerd heeft men geprobeerd te achterhalen of de basis voor deze mars uit de Noorse volksmuziek kwam, want de melodie kwam bekend voor. Zelfs de zoon van Ludvig Mathias Lindeman, verzamelaar van oude Noorse volksmuziek kon er niet achter komen. Halvorsen lichtte later toe, dat het een eigen transcriptie was van de muziek die een violist uitvoerde tijdens een bruiloft nabij Drammen, geboorteplaats van Halvorsen.    

## Discografie
- Uitgave Chandos: Marianne Thorsen (viool), Bergen filharmoniske orkester o.l.v. Neeme Järvi (opname 2009)
- Uitgave Naxos: Henning Kraggerud (viool), Razoemovski SO o.l.v. Bjarte Engeset, (opname 1997)